# Emundus Johannis Wettrenius
Emundus Johannis Wettrenius, född 5 april 1645 i Vadstena församling, Östergötlands län, död 12 maj 1713 i Höreda församling, Jönköpings län, var en svensk präst.

## Biografi
Emundus Wettrenius föddes 5 april 1645 i Vadstena församling. Han var son till artilleriskrivaren därstädes. Wettrenius blev 1666 student vid Uppsala universitet, Uppsala. Han blev 1673 konrektor i Eksjö och 1675 rektor vid skolan i Eksjö. Wettrenius prästvigdes 1675 och blev 1683 kyrkoherde i Frinnaryds församling, Frinnaryds pastorat. Han blev 1698 kyrkoherde i Höreda församling, Höreda pastorat. Wettrenius avled 12 maj 1713 i Höreda församling.

### Familj
Wettrenius gifte sig med Anna Ekerman. Hon var dotter till rådmannen Nils Bengtsson i Eksjö. De fick tillsammans barnen Johannes Emundi Wettrenius (1685–1719), David Wettrenius och Margaretha.